# Rådhuspladsen

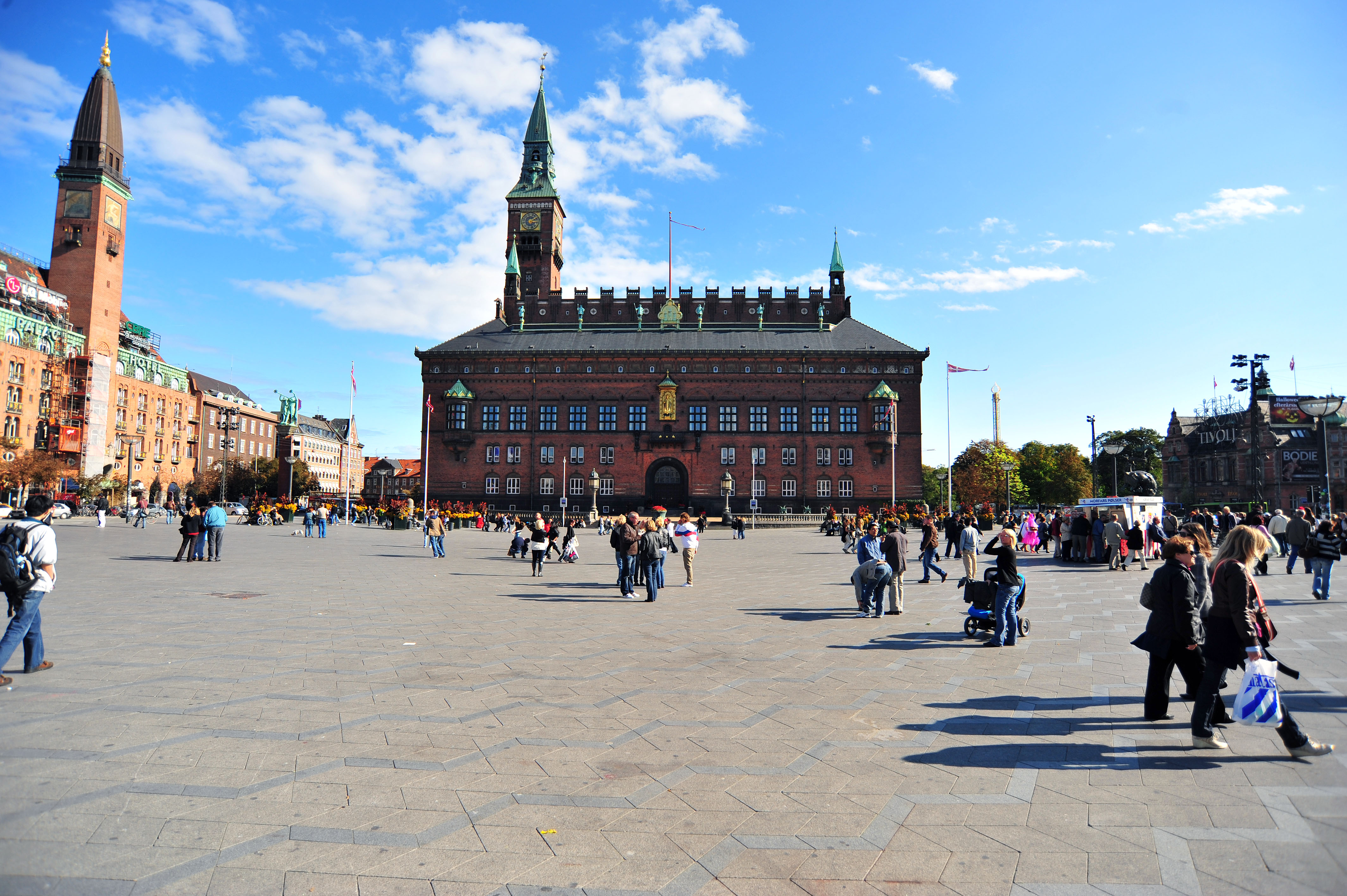
Rådhuspladsen.

Rådhuspladsen (o plaza del Ayuntamiento) es una plaza ubicada en el centro de la ciudad de Copenhague (Dinamarca). Su gran tamaño, su ubicación en el centro de la ciudad y el hecho de que el ayuntamiento se encuentre en este espacio, convierten a la Rådhuspladsen en un lugar muy popular, donde se celebra una gran variedad de eventos, celebraciones y manifestaciones, y donde se reúne todo tipo de personas, incluidos saltimbanquis. Además, en las inmediaciones hay varios bares y clubes nocturnos.
La Plaza del Ayuntamiento se encuentra en el extremo suroeste de la calle peatonal Strøget, que la conecta con la Kongens Nytorv, la otra gran plaza del centro de la ciudad, pasando entremedias por Gammeltorv/Nytorv y Amagertorv. Frente a Strøget, Vesterbrogade se extiende hasta el distrito de Vesterbro y luego cruza la frontera hacia Frederiksberg. El Bulevar Hans Christian Andersen, la calle más congestionada de Copenhague, y la Vester Voldgade pasan por la plaza, a ambos lados del ayuntamiento.
Aparte del Ayuntamiento, otros edificios notables alrededor de la plaza son el Politikens Hus, sede del diario nacional Politiken, e Industriens Hus, la sede de la Confederación de la Industria Danesa. 
En la plaza se encuentra una gran estatua en honor a Hans Christian Andersen, así como la curiosa Fuente del Dragón, realizada por Joakim Skovgaard y Thorvald Bindesbøll en 1901, que representa a un toro luchando contra un dragón. La fuente ha sufrido diversas vicisitudes y cambios de emplazamiento. Fue retirada en 2020 para su restauración y se espera que vuelva a la plaza en 2023.

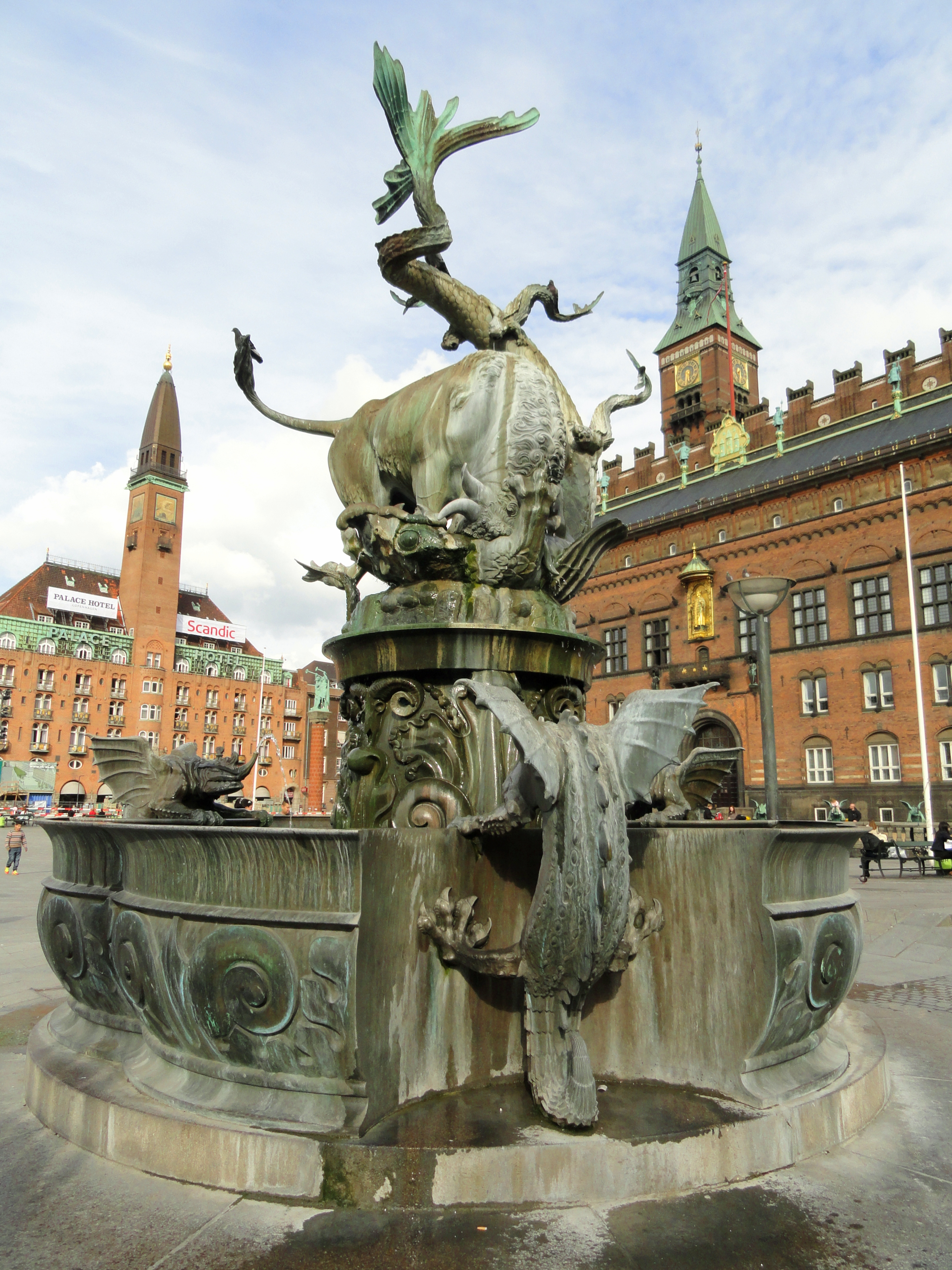
La Fuente del Dragón

## Curiosidades
- En la edición danesa del juego Monopoly, Rådhuspladsen es el lugar más caro.
- A menudo, la Rådhuspladsen se utiliza como punto central para medir distancias desde Copenhague.